# Veronica Belmont
Veronica Ann Belmont, née le 21 juillet 1982, est une journaliste et « blogueuse » américaine.

## Biographie
Elle présente l'émission Revision3 Tekzilla avec Patrick Norton ainsi qu'une émission sur la plateforme de VOD PLaystation 3 Qore. Elle présentait auparavant l'émission en ligne Mahalo Daily et a été productrice et présentatrice, sur CNET Networks, du podcast Buzz Out Loud. Elle travaille maintenant au site GDGT avec l'ex-rédacteur en chef d'Engadget, Ryan Block et le fondateur de Gizmodo, Peter Rojas. Elle présente également Game on! sur TWiT.tv (en) avec Brian Brushwood.
Elle prête sa voix pour le jeu vidéo Armikrog en 2015.